# Antoni Czortek

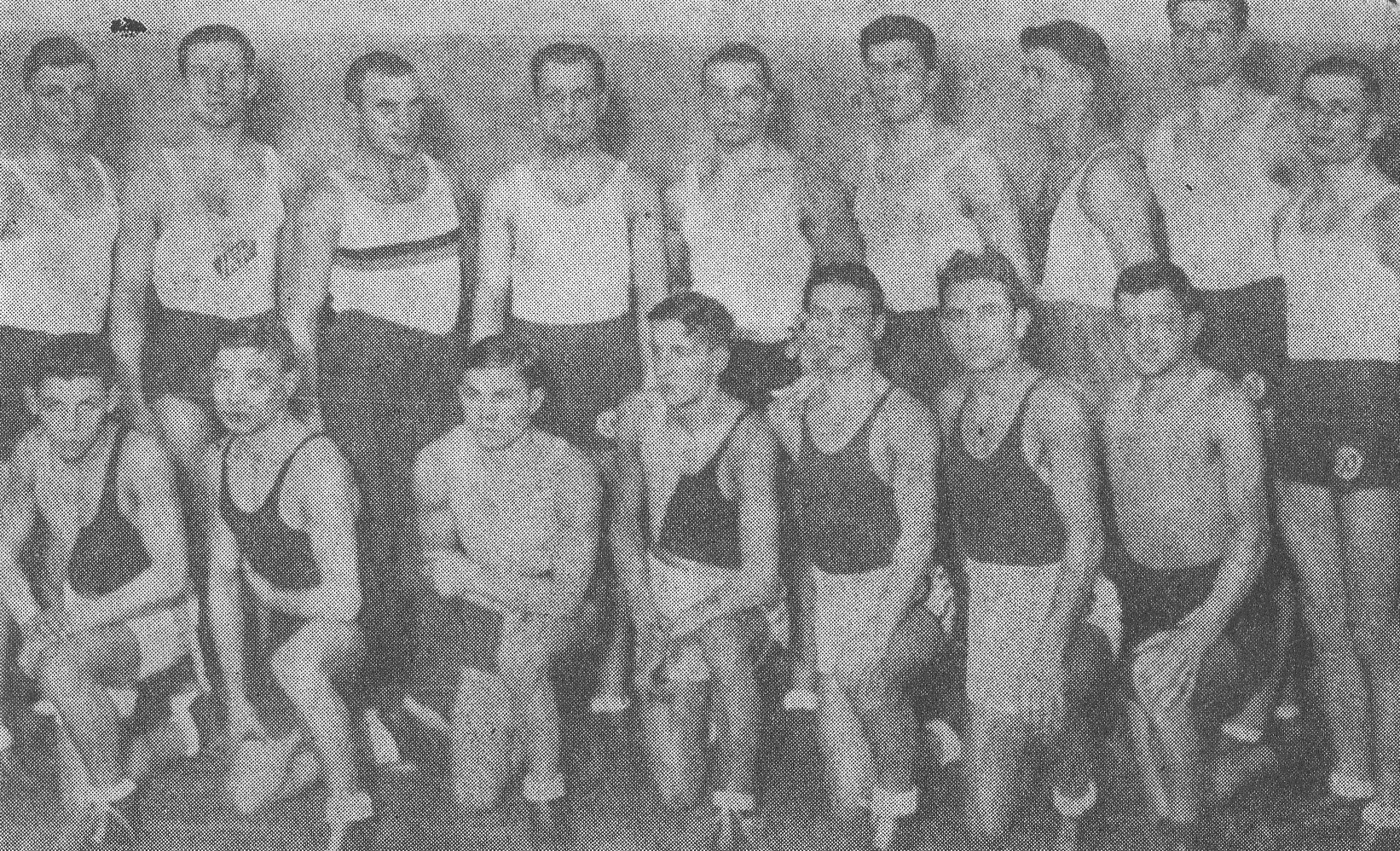
Antoni Czortek (klęczy pierwszy z lewej) wśród finalistów Mistrzostw Polski w Boksie w 1934 roku w Poznaniu

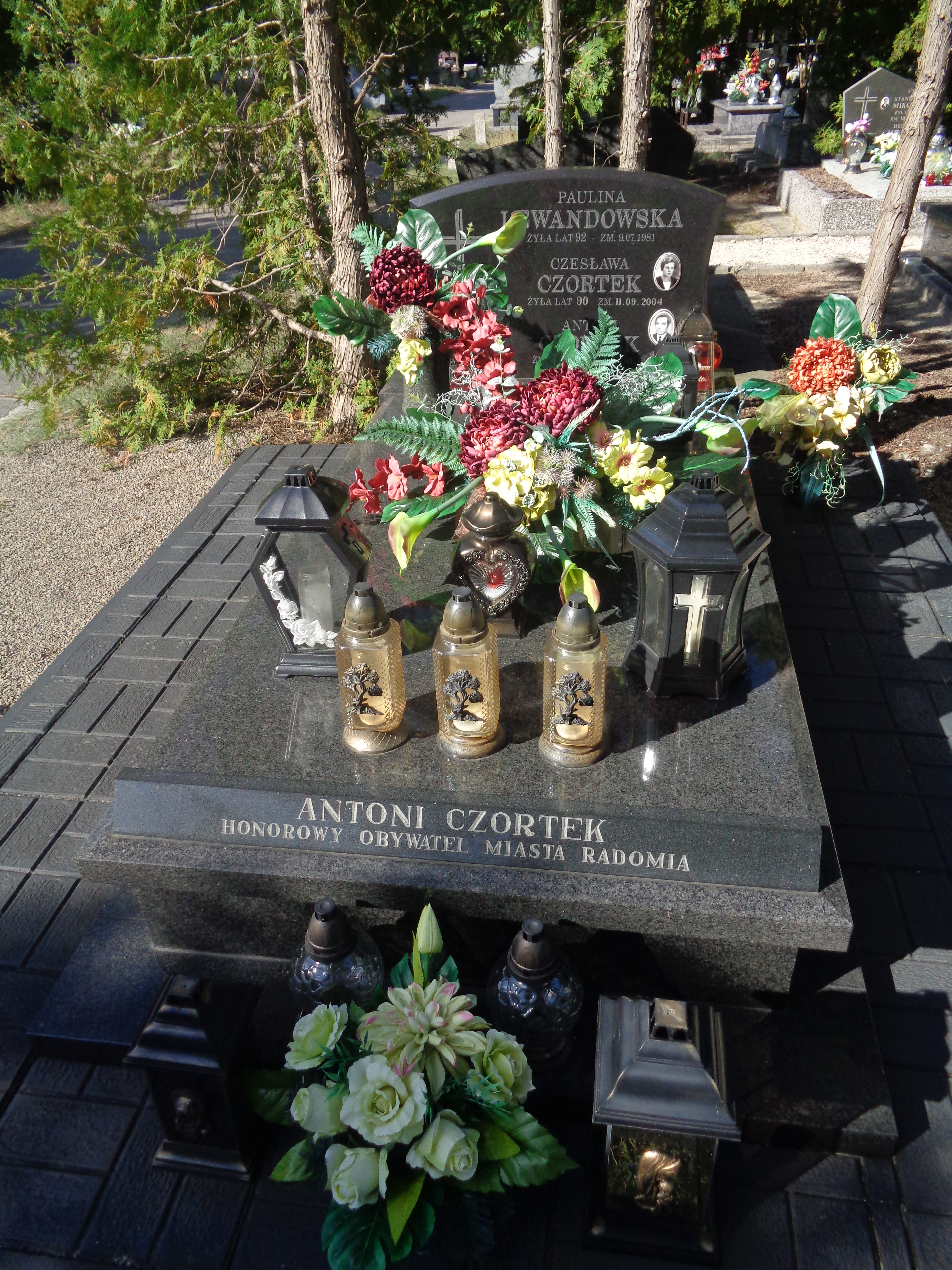
Grób Antoniego Czortka na cmentarzu komunalnym w Radomiu

Antoni Czortek (ur. 2 lipca 1915 w Buśni (niektóre źródła podają Grudziądz), zm. 15 stycznia 2004 w Radomiu) – polski bokser, wicemistrz Europy, olimpijczyk.

## Życiorys
W Buśni, kociewskiej wsi na Pomorzu, ukończył szkołę podstawową. O boksie marzył od dzieciństwa, co budziło sprzeciw jego matki, która uważała, że się zwyczajnie do tego nie nadaje – był mały i cherlawy. Na dodatek przedkładał boks nad naukę w liceum. Nawet kiedyś zamknęła go w domu i zabrała mu buty, aby nie poszedł na trening. Nie dość, że uciekł, to jeszcze matce ukradł buty i w nich poszedł na trening.
Z racji swej postawy był lekceważony przez innych zawodników, zyskał pogardliwe przezwisko „Kajtek”. Ale dzięki treningowi, zawziętości i pracy szybko dał się poznać jako obiecujący zawodnik. Pokonał kilku silniejszych przeciwników i w 1931 r. rozpoczął karierę w PePeGe Grudziądz (Polski Przemysł Gumowy). W 1934 r. zdobył mistrzostwo Polski w wadze muszej. W tym samym roku przeniósł się do Warszawy i zaczął treningi w Skodzie Warszawa (późniejsze Okęcie Warszawa), gdzie zdobył status gwiazdy. Jego walki zapełniały widownię, niezależnie od wielkości sali, a w pierwszych rzędach zasiadały gwiazdy polskiego kina – Eugeniusz Bodo i Adolf Dymsza. Jego walkę w 1935 r. z Szapselem Rotholcem z Gwiazdy Warszawa w sali największego warszawskiego kina Colosseum oglądało kilka tysięcy ludzi. Chętnych na bilety było 30 000. Sam Czortek został bywalcem salonów. Szła za nim sława zawodnika twardego, nieustępliwego, bezwzględnego, atakującego do końca.
Odkrył go Feliks „Papa” Stamm i powołał do kadry narodowej. W 1936 startował na igrzyskach olimpijskich w Berlinie, w kategorii koguciej. Pokonał w I rundzie boksera francuskiego Bonneta, uległ w II rundzie reprezentantowi Afryki Południowej Hannanowi. Powetował sobie to w 1937 r. na Mistrzostwach Mediolanie 1937 w kategorii koguciej dotarł do półfinału (pokonał Niemca Ericha Wilkego, przegrał z późniejszym wicemistrzem, Rumunem Antonen Oscą), zajął 4. miejsce. Polska ekipa wygrała turniej drużynowo. W tym samym roku również poznał Adolfa Hitlera. Przed wojną trzy razy zdobywał mistrzostwo Polski (1934, 1938 i 1939). Ostatni duży sukces odniósł w Dublinie 1939 został wicemistrzem Europy w wadze piórkowej, po wygranych z Estończykiem Karl Kabim i Belgiem Lambertem Genotem oraz porażce w finale z Patrickiem Dowdallem (Irlandia).
W wojnie obronnej walczył jako kapral w 36 pułku piechoty, wziął udział w walkach pod Wieluniem. W czasie okupacji utrzymywał się z drobnego handlu. Został aresztowany na dworcu w Grójcu i trafił do więzienia na Szucha. Miał fałszywe dokumenty, ale przesłuchujący gestapowiec rozpoznał go, miał nawet gazetę z jego zdjęciem.
Z Szucha trafił na Pawiak, a 24 sierpnia 1943 r. dotarł do KL Auschwitz-Birkenau, dostał numer obozowy 139559. Jako znany bokser został zmuszony do walk pokazowych z bokserami-więźniami z innych krajów. W Auschwitz Niemcy organizowali regularne walki pokazowe, ale od przeniesienia Tadeusza „Teddy’ego” Pietrzykowskiego do KL Neuengamme nikt nie mógł pokonać niemieckich pięściarzy.
Pierwszy pojedynek stoczył z mistrzem Bałkanów, greckim Żydem Salamem Arouchem. W innej walce znokautował niemieckiego kapo i został skierowany do karnego komando przy piecach krematoryjnych. W Auschwitz stoczył swą najgłośniejszą walkę, nazwaną walką o życie. Zmierzył się z niemieckim mistrzem w wadze średniej „Krwawym Walterem” – Walterem Dunningiem. Walka miała miejsce w obozowej łaźni, Niemcy sprzedawali na nią bilety za dwie reichsmarki. Czortek zwyciężył, ponoć więźniowie-Polacy wiwatowali nawet w blokach śmierci. Później stoczył jeszcze walki z Augustem Müllerem i kapo Fuchsem, w obu zwyciężył. Łącznie w Auschwitz stoczył 15 walk. W styczniu 1945 r. w „marszu śmierci” Czortek przeszedł do KL Mauthausen gdzie został wyzwolony 5 maja. W Mauthausen stoczył swą ostatnią obozową walkę – z Polakiem, Edwardem Rinke.
Powrócił do Warszawy i od 1946 r. boksował w klubie Orzeł Warszawa. Zdecydował się w 1947 r. na opuszczenie zrujnowanej Warszawy i przeprowadzkę do Radomia. Tam trenował w Radomiaku Radom. W jego barwach w 1948 r. zdobył wicemistrzostwo Polski w wadze piórkowej, a w 1949 r. zdobył swe ostatnie mistrzostwo Polski. Zakończył karierę, został trenerem. Jego najsłynniejszym wychowankiem był Kazimierz Paździor, mistrz Polski, Europy i olimpijski z Rzymu.
Później pracował jako taksówkarz. Cieszył się powszechnym uznaniem, pisano i mówiono o nim w mediach PRL. Jeszcze po swych 70. urodzinach codziennie znajdował czas na godzinny trening bokserski. W zawodniczej karierze stoczył 328 walk z wynikiem 269-43-16.
Został pochowany na cmentarzu komunalnym w Radomiu.

## Film
Wystąpił w roli epizodycznej w filmie fabularnym „Klincz” (1979) w reżyserii Piotra Andrejewa.

## Nagroda
W 1988 otrzymał Nagrodę im. Aleksandra Rekszy.